# Hầm chui Kim Liên
Hầm chui Kim Liên là Hầm chui của Đường vành đai 1 ở Thủ đô Hà Nội
Hầm chui Kim Liên là một đường hầm vượt ở Thủ đô Hà Nội, Việt Nam. Đây là một hạng mục của dự án Đường Vành đai 1 đường hầm có 4 làn xe. Đây là hầm chui đầu tiên ở Hà Nội.Vào thời điểm xây dựng, công trình được xem là đường hầm hiện đại nhất Đông Nam Á.Hầm Kim Liên là hạng mục giao thông quan trọng của Hà Nội. Công trình đã giúp cải thiện tình trạng ùn tắc tại khu vực Đại Cồ Việt - Xã Đàn.